# Veli Buoh
Veli Buoh je veliko reljefno oslikano raspelo izrađeno u romaničkom stilu. Raspelo je sa Suska. Suščani ga nazivaju Veli Buoh (lokalni čakavski za Veliki Bog). Najznačajnije je djelo romanike iz vremena kada je ovdje bila nalazila benediktinska opatija (12. st.), a otok je bio u vlasništvu benediktinaca. 

## Povijest
Raspelo se dovodi u svezu s benediktinskom opatijom sv. Mihovila (sv. Nikole) koja je na Susku djelovala od početaka 11. stoljeća do pred kraj 13. stoljeća. Središnja benediktinska opatija za cijeli svijet koja se nalazi u Monte Cassinu u svojim kronikama ima zabilježeno da ju je osnovao hrvatski kralj Krešimir III. te ju zajedno s otokom darovao montecassinskoj opatiji. Na raspelu je prikazan "živi Krist". Radi se o Kristu koji ne pokazuje znakove patnje te premda je razapet vlada i pobjeđuje smrt. Prikazan je načinom koji je bio uobičajen do 13. stoljeća, kao pobjednik nad smrću, s kraljevskom a ne trnovom, te je Christus Triumphans. Od 13. stoljeća većinski ga se prikazuje mrtva i kao onoga koji je dovršio djelo otkupljenja. Krist je prikazan gdje stoji uspravno, kao živo živi čovjek otvorenih očiju, uzdignute glave, rastavljenih nogu. Svaka je noga zasebice pribijena na križ. Oko bokova ovijeno je dugo platno.
Brojne su legende o nastanku i pronalasku raspela. Prema jednoj je doplovilo u uvalu Pod Tarnak na 3. svibnja poslije nekoga brodoloma. Iznad te uvale je uzvisina Kel Kriza. Na obljetnicu pronalaska križa svake se godine održava procesija koja započinje od župne crkve.
Jedan je jedini put restauriran, 1964. godine. Tada su skinuti brojni naknadni premazi uljanom bojom te se došlo do izvornog premaza temperom, kojom je bio oslikan reljefni prikaz Kristovog tijela iz 12. stoljeća. Restaurirali su ga otac Bruno Bulić, koji je naslikao i oltarnu palu za glavni oltar) i Zvonimir Wyroubal. Pri restauraciji je otkriveno da su svi dijelovi raspela osim ruku i nogu do koljena originalni.
Raspelo je smješteno na sredini desnog zida župne crkve sv. Nikole na otoku Susku. Izrađeno je od drva i Kristovo tijelo je velikih dimenzija. Visina je 433 cm s krakovima od 220 cm te s izrezbarenim Isusom od 259 cm. Samo je par sličnih raspela u Hrvatskoj.
O Velom Buohu je dokumentarni film 1995. snimio hrvatski redatelj, scenarist i producent Tomislav Žaja.